# Supercopa de Alemania 2014
La DFL Supercup 2014 fue la  5.ª edición de la Supercopa de Alemania. El partido se jugó el 13 de agosto de 2014 y participaron el Bayern de Múnich, campeón de la Bundesliga 2013-14 y el Borussia Dortmund, subcampeón de la DFB Pokal 2013-14.
El Bayern de Múnich y el Borussia Dortmund se volvieron ver las caras tras enfrentarse en la final de la última Copa de Alemania. Marco Reus, Ilkay Gündogan y Mats Hummels vieron desde el banco lo que era un cruce muy especial con Robert Lewandowski, excompañero y reciente incorporación del cuadro bávaro. Bayern tuvo la primera llegada con un buen disparo del suizo Xherdan Shaqiri, pero el arquero Mitchell Langerak reaccionó con una buena parada y de ahí en más, el Dortmund tomó el control del partido y Henrikh Mkhitaryan abrió el marcador aprovechando un rebote después de que David Alaba no lograra despejar el balón. En el segundo tiempo el Dortmund siguió siendo el equipo dominante y finalmente en el minuto 62 llegó el segundo y definitivo gol con un cabezazo de Aubameyang a centro de Łukasz Piszczek, adjudicándose así el Dortmund por quinta vez el trofeo.

## Partido
| Borussia Dortmund   |  |  |  | Subcampeón DFB Pokal 2013-14 y 1. Bundesliga 2013-14      |
| FC Bayern de Múnich |  |  |  | Campeón de la 1. Bundesliga (2013-14) y DFB Pokal 2013-14 |

## Detalles del partido
| 22         | POR        | Mitchell Langerak         |     |
| 25         | DEF        | Sokratis Papastathopoulos |     |
| 26         | DEF        | Łukasz Piszczek           |     |
| 28         | DEF        | Matthias Ginter           |     |
| 29         | DEF        | Marcel Schmelzer          | 45' |
| 5          | MED        | Sebastian Kehl            |     |
| 7          | MED        | Jonas Hofmann             |     |
| 10         | MED        | Henrikh Mkhitaryan        |     |
| 21         | MED        | Oliver Kirch              | 85' |
| 9          | DEL        | Ciro Immobile             |     |
| 17         | DEL        | Pierre Emerick Aubameyang | 63' |
| Entrenador | Entrenador | Jurgen Klopp              |     |

| 1          | POR        | Manuel Neuer       |     |
| 8          | DEF        | Javi Martínez      | 31' |
| 17         | DEF        | Jérôme Boateng     |     |
| 27         | DEF        | David Alaba        |     |
| 16         | MED        | Gianluca Gaudino   |     |
| 18         | MED        | Juan Bernat        |     |
| 20         | MED        | Sebastian Rode     |     |
| 34         | MED        | Pierre Højbjerg    | 59' |
| 9          | DEL        | Robert Lewandowski |     |
| 11         | DEL        | Xherdan Shaqiri    |     |
| 25         | DEL        | Thomas Müller      | 45' |
| Entrenador | Entrenador | Josep Guardiola    |     |

| 37 | DEF | Erik Durm    | 45' |
| 20 | DEL | Adrián Ramos | 63' |
| 6  | MED | Sven Bender  | 85' |

| 4  | DEF | Dante        | 31' |
| 21 | DEF | Philipp Lahm | 45' |
| 19 | MED | Mario Götze  | 59' |

| Anotado | 23' | Henrikh Mkhitaryan        | 1-0 |
| Anotado | 62' | Pierre Emerick Aubameyang | 2-0 |

| Amonestado | 45' | Pierre Emile Højbjerg |
| Amonestado | 73' | Jerome Boateng        |
| Amonestado | 81' | Philipp Lahm          |

| 22         | POR        | Mitchell Langerak         |     |
| 25         | DEF        | Sokratis Papastathopoulos |     |
| 26         | DEF        | Łukasz Piszczek           |     |
| 28         | DEF        | Matthias Ginter           |     |
| 29         | DEF        | Marcel Schmelzer          | 45' |
| 5          | MED        | Sebastian Kehl            |     |
| 7          | MED        | Jonas Hofmann             |     |
| 10         | MED        | Henrikh Mkhitaryan        |     |
| 21         | MED        | Oliver Kirch              | 85' |
| 9          | DEL        | Ciro Immobile             |     |
| 17         | DEL        | Pierre Emerick Aubameyang | 63' |
| Entrenador | Entrenador | Jurgen Klopp              |     |

| 1          | POR        | Manuel Neuer       |     |
| 8          | DEF        | Javi Martínez      | 31' |
| 17         | DEF        | Jérôme Boateng     |     |
| 27         | DEF        | David Alaba        |     |
| 16         | MED        | Gianluca Gaudino   |     |
| 18         | MED        | Juan Bernat        |     |
| 20         | MED        | Sebastian Rode     |     |
| 34         | MED        | Pierre Højbjerg    | 59' |
| 9          | DEL        | Robert Lewandowski |     |
| 11         | DEL        | Xherdan Shaqiri    |     |
| 25         | DEL        | Thomas Müller      | 45' |
| Entrenador | Entrenador | Josep Guardiola    |     |

| 37 | DEF | Erik Durm    | 45' |
| 20 | DEL | Adrián Ramos | 63' |
| 6  | MED | Sven Bender  | 85' |

| 4  | DEF | Dante        | 31' |
| 21 | DEF | Philipp Lahm | 45' |
| 19 | MED | Mario Götze  | 59' |

| Anotado | 23' | Henrikh Mkhitaryan        | 1-0 |
| Anotado | 62' | Pierre Emerick Aubameyang | 2-0 |

| Amonestado | 45' | Pierre Emile Højbjerg |
| Amonestado | 73' | Jerome Boateng        |
| Amonestado | 81' | Philipp Lahm          |

|                                        |
| Bandera de Renania del Norte-Westfalia |
| Campeón Borussia Dortmund 5.º título   |